# Deutsche Cadre-45/2-Meisterschaft 1948

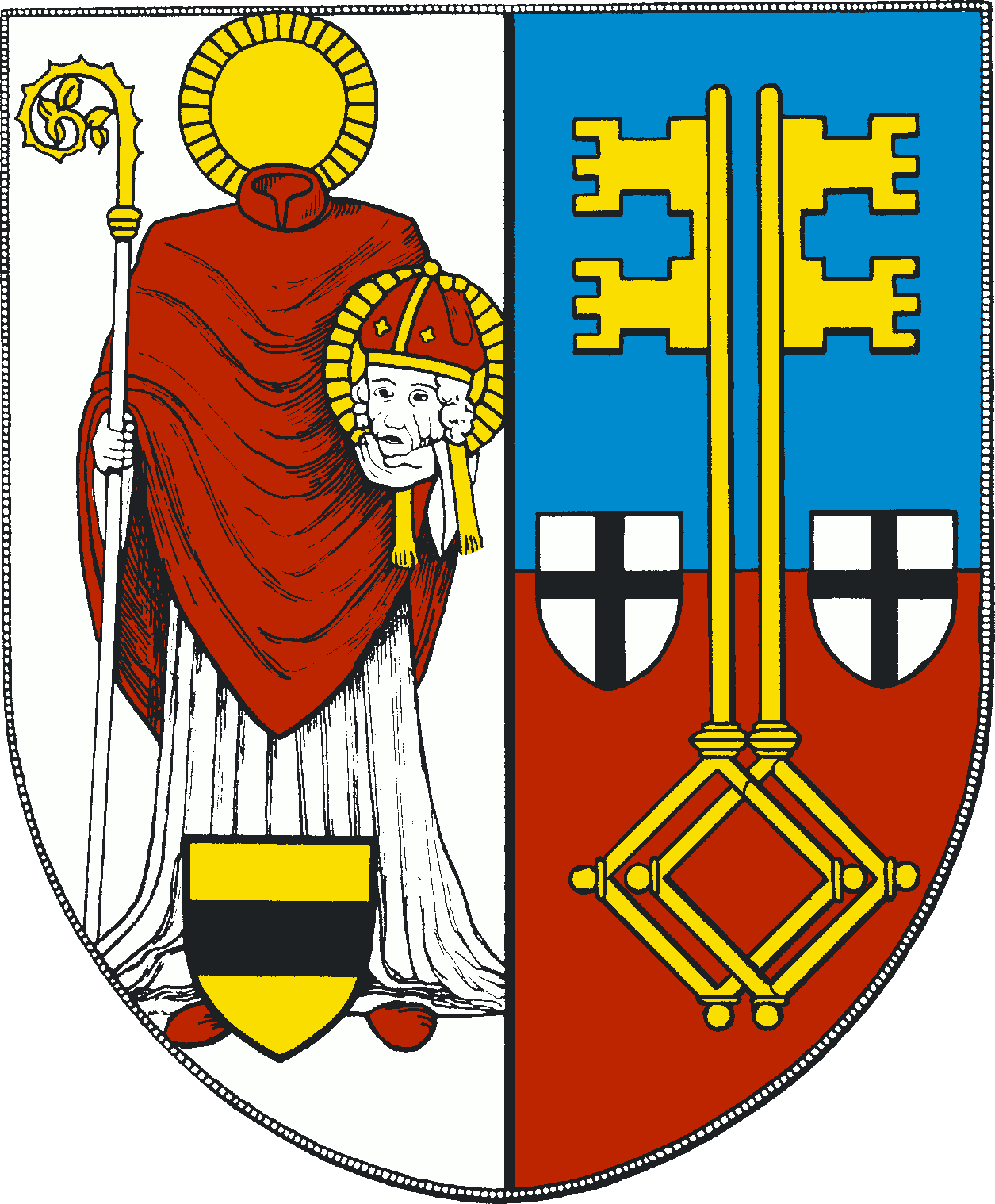
Veranstaltungsort: Krefeld

Die Deutsche Cadre-45/2-Meisterschaft 1948 war eine Billard-Turnierserie und fand vom 14. bis zum 18. April 1948 in Krefeld zum 26. Mal statt.

## Geschichte
Zum dritten Mal wurde der Frankfurter Walter Lütgehetmann Deutscher Meister im Cadre 45/2. Durch eine 276:400-Niederlage in mäßigen 37 Aufnahmen gegen den Immigrather Siegfried Spielmann musste er zum Titelgewinn aber noch eine Stichpartie spielen. Hier ging es wieder gegen Spielmann und diesmal gewann er sicher mit 400:243 in 14 Aufnahmen. Platz drei belegte der Titelverteidiger August Tiedtke. Die Leistungen wurden durch die hohen Temperaturen im Turnierheim beeinträchtigt.
In Krefeld wurde zum letzten Mal im Cadre 45/2 gespielt. Ab 1949 wurden die Meisterschaften im international üblichen Cadre 47/2 ausgetragen.

## Turniermodus
Das ganze Turnier wurde im Round-Robin-System bis 400 Punkte mit Nachstoß gespielt. Bei MP-Gleichstand wurde in folgender Reihenfolge gewertet, außer es ging um den Titel, dann wurde eine Stichpartie gespielt.
1. MP = Matchpunkte
2. GD = Generaldurchschnitt
3. HS = Höchstserie

## Abschlusstabelle
| MP    | Match Points (Sieger = 2; Unentschieden = 1; Verlierer = 0) |
| Pkte. | Erzielte Karambolagen                                       |
| Aufn. | Benötigte Versuche                                          |
| GD    | Generaldurchschnitt                                         |
| BED   | Bester Einzeldurchschnitt eines Spielers                    |
| HS    | Höchstserie                                                 |
|       | Bester GD des Turniers                                      |
|       | Bester ED des Turniers                                      |
|       | Beste HS des Turniers                                       |
|       | 1. Platz (Gold)                                             |
|       | 2. Platz (Silber)                                           |
|       | 3. Platz (Bronze)                                           |

| Klassement vor der Stichpartie               | Klassement vor der Stichpartie       | Klassement vor der Stichpartie | Klassement vor der Stichpartie | Klassement vor der Stichpartie | Klassement vor der Stichpartie | Klassement vor der Stichpartie | Klassement vor der Stichpartie |
| Platz                                        | Name                                 | MP                             | Pkte.                          | Aufn.                          | GD                             | BED                            | HS                             |
| -------------------------------------------- | ------------------------------------ | ------------------------------ | ------------------------------ | ------------------------------ | ------------------------------ | ------------------------------ | ------------------------------ |
| 1                                            | Walter Lütgehetmann (Frankfurt/Main) | 14:2                           | 3076                           | 168                            | 18,30                          | 50,00                          | 214                            |
| 2                                            | Siegfried Spielmann (Immigrath)      | 14:2                           | 3183                           | 207                            | 15,37                          | 21,05                          | 125                            |
| 3                                            | August Tiedtke (Düsseldorf)          | 12:4                           | 2941                           | 196                            | 15,00                          | 22,22                          | 166                            |
| 4                                            | Werner Sorge (Hamburg)               | 12:4                           | 2763                           | 187                            | 14,77                          | 23,52                          | 111                            |
| 5                                            | Josef Bolz (Köln)                    | 7:9                            | 2605                           | 222                            | 11,73                          | 18,18                          | 115                            |
| 6                                            | Alfred Jauch (Hamburg)               | 6:10                           | 2007                           | 192                            | 10,45                          | 16,00                          | 88                             |
| 7                                            | Paul Maassen (Krefeld)               | 4:12                           | 2263                           | 283                            | 7,99                           | 7,27                           | 61                             |
| 8                                            | Gerd Thielens (Gelsenkirchen)        | 3:13                           | 2473                           | 243                            | 10,17                          | 12,90                          | 119                            |
| 9                                            | Richard Schoel (Hamburg)             | 0:16                           | 1746                           | 294                            | 5,93                           | –                              | 57                             |
| Turnierdurchschnitt: 11,57                   |                                      |                                |                                |                                |                                |                                |                                |
| –                                            | Stichpartie                          |                                |                                |                                |                                |                                |                                |
| –                                            | Walter Lütgehetmann (Frankfurt/Main) | 2:0                            | 400                            | 14                             | 28,57                          | 28,57                          | 177                            |
| –                                            | Siegfried Spielmann (Immigrath)      | 0:2                            | 243                            | 14                             | 17,35                          | –                              | 67                             |
| –                                            | nach Stichpartie                     |                                |                                |                                |                                |                                |                                |
| 1                                            | Walter Lütgehetmann (Frankfurt/Main) | 16:2                           | 3476                           | 182                            | 19,09                          | 50,00                          | 214                            |
| 2                                            | Siegfried Spielmann (Immigrath)      | 14:4                           | 3426                           | 221                            | 15,50                          | 21,05                          | 125                            |
| Turnierdurchschnitt: 11,73 (mit Stichpartie) |                                      |                                |                                |                                |                                |                                |                                |